# لیگ آزادگان ۷۶–۱۳۷۵
لیگ آزادگان ۷۶–۱۳۷۵ ششمین دوره جام آزادگان و پانزدهمین دوره لیگ فوتبال ایران که توسط فدراسیون فوتبال ایران برگزار شد.
تیم پرسپولیس تهران برای دومین بار پیاپی، برای پنجمین بار قهرمان این دوره از رقابت‌ها شد و به مسابقات جام باشگاه‌های آسیا ۹۸–۱۹۹۷ راه پیدا کرد.

## جدول رده‌بندی
| #  | تیم               | بازی | برد | مساوی | باخت | گلِ‌زده | گلِ‌خورده | امتیاز | توضیحات                              |
| -- | ----------------- | ---- | --- | ----- | ---- | ----- | ------- | ------ | ------------------------------------ |
| ۱  | پرسپولیس          | ۳۰   | ۱۷  | ۸     | ۵    | ۵۲    | ۲۴      | ۵۹     | صعود به جام باشگاه‌های آسیا ۹۸–۱۹۹۷   |
| ۲  | بهمن کرج          | ۳۰   | ۱۵  | ۸     | ۷    | ۴۹    | ۳۲      | ۵۳     |                                      |
| ۳  | سپاهان            | ۳۰   | ۱۴  | ۸     | ۸    | ۳۷    | ۲۹      | ۵۰     |                                      |
| ۴  | پاس تهران         | ۳۰   | ۱۱  | ۱۵    | ۴    | ۳۷    | ۲۲      | ۴۸     |                                      |
| ۵  | صنعت نفت ابادان   | ۳۰   | ۱۱  | ۹     | ۱۰   | ۳۷    | ۳۸      | ۴۲     |                                      |
| ۶  | استقلال تهران     | ۳۰   | ۱۱  | ۸     | ۱۱   | ۴۱    | ۳۹      | ۴۱     |                                      |
| ۷  | پیام مشهد         | ۳۰   | ۹   | ۱۳    | ۸    | ۳۷    | ۳۷      | ۴۰     |                                      |
| ۸  | برق شیراز         | ۳۰   | ۱۱  | ۶     | ۱۳   | ۲۶    | ۲۷      | ۳۹     | صعود به جام برندگان جام آسیا ۹۸-۱۹۹۷ |
| ۹  | استقلال اهواز     | ۳۰   | ۸   | ۱۴    | ۸    | ۴۰    | ۳۸      | ۳۸     |                                      |
| ۱۰ | ذوب آهن اصفهان    | ۳۰   | ۷   | ۱۶    | ۷    | ۳۰    | ۲۸      | ۳۷     |                                      |
| ۱۱ | تراکتورسازی تبریز | ۳۰   | ۸   | ۱۳    | ۹    | ۲۸    | ۲۹      | ۳۷     |                                      |
| ۱۲ | پلی اکریل اصفهان  | ۳۰   | ۹   | ۱۰    | ۱۱   | ۳۱    | ۳۲      | ۳۷     |                                      |
| ۱۳ | ماشین سازی تبریز  | ۳۰   | ۱۰  | ۵     | ۱۵   | ۳۰    | ۵۲      | ۳۵     | سقوط به لیگ دسته دوم فوتبال ایران    |
| ۱۴ | ملوان انزلی       | ۳۰   | ۸   | ۹     | ۱۳   | ۳۵    | ۴۳      | ۳۳     | سقوط به لیگ دسته دوم فوتبال ایران    |
| ۱۵ | شموشک نوشهر       | ۳۰   | ۸   | ۸     | ۱۴   | ۳۴    | ۵۲      | ۳۲     | سقوط به لیگ دسته دوم فوتبال ایران    |
| ۱۶ | کشاورز تهران      | ۳۰   | ۳   | ۱۰    | ۱۷   | ۱۹    | ۴۱      | ۱۹     | سقوط به لیگ دسته دوم فوتبال ایران    |

## جدول گلزنان
| رتبه | نام               |    | باشگاه      |
| ---- | ----------------- | -- | ----------- |
| ۱    | علی‌اصغر مدیرروستا | ۱۸ | بهمن        |
| ۲    | هاشم حیدری        | ۱۶ | بهمن        |
| ۳    | رضا صاحبی         | ۱۴ | پیام مقاومت |
| منبع |                   |    |             |

## یادکرد منابع
1. 1 2 3 4  صداقت، ۱۱۴.